# قصر الوسيعة
قصر الوسيعة أحد القصور الأثرية التي تقع في القريات شمال المملكة العربية السعودية.

## الوصف
يقع القصر في قرية إثره داخل إحدى المزارع. هو عبارة عن غرف مبنية من الحجارة البازلتية التي لم يتبق منها سوى أساساتها وبني عليها غرف من الطين المسقوف بالأثل وجريد النخيل ويوجد بجوارها قنوات مياه تحت الأرض وبئر ماء.